# Funny or Die
Funny or Die är en webbplats skapad av Will Ferrell och Adam McKays produktionsbolag Gary Sanchez Productions. Innehållet utgörs av humoristiska videoklipp med kända komiker.
Efter att tv-bolaget HBO blivit delägare i Funny or Die skapades tv-serien Funny or Die Presents som hade premiär på HBO den 19 februari 2010. Den första säsongen bestod av 12 halvtimmeslånga avsnitt. En andra säsong började visas i januari 2011.